# Cathédrale de Lagonegro
La cathédrale de Lagonegro est une église catholique romaine de Lagonegro, en Italie. Il s'agit d'une cocathédrale du diocèse de Tursi-Lagonegro.